# École supérieure de guerre (Tunisie)
Pour l’article homonyme, voir École supérieure de guerre.
L'École supérieure de guerre (ESG) est un établissement tunisien de l'enseignement militaire supérieur. Créée par la décision ministérielle n°4556/94 du 10 décembre 1994, elle ouvre ses portes le 2 septembre 1996 pour accueillir sa première promotion. Depuis cette date, les stagiaires à l’ESG se sont succédé à raison d’une promotion par année scolaire, se déroulant de septembre à juin.

## Missions
L’École supérieure de guerre a pour mission de former des officiers supérieurs des forces armées tunisiennes aptes à :
- Participer à la conception, à la planification et à la conduite des opérations propres à l’armée d’appartenance et des opérations interarmées ;
- Commander une unité du niveau du régiment ou de son équivalent ;
- Assumer des responsabilités au sein de l’état-major de l’armée d’appartenance ou dans les services communs du ministère de la Défense.

Dans son domaine de compétence, l’école peut organiser des cycles de formation selon des conditions fixées par arrêté du ministre de la Défense et réaliser des études et des recherches qui lui sont confiées par arrêté du ministre. 
L'école relève du ministre de la Défense qui fixe les orientations générales en matière de formation, l'organisation générale des études et les plans de développement de l'école.